# 表萬家裏萬家
『表萬家裏萬家』（おもてまんけうらまんけ）は、澤井健による日本の漫画。『ビッグコミックスピリッツ』（小学館）にて連載された。単行本は全2巻（小学館）。茶道の表千家と裏千家の確執をパロディーにしている。